# منتخب تنزانيا لكرة القدم
منتخب تنزانيا لكرة القدم هو الفريق الممثل لتنزانيا في كرة القدم الدولية للرجال تحت مظلة الاتحاد التنزاني لكرة القدم، وهي الهيئة الإدارية لكرة القدم في تنزانيا، الملعب الرئيسي لمنتخب تنزانيا هو ملعب بنيامين مكابا الوطني في دار السلام. ويقوده حاليا المدرب التنزاني حميد موروكو.
لم يتأهل الفريق مطلقًا لبطولة كأس العالم. قبل التوحيد مع زنجبار، كان الفريق يلعب تحت اسم فريق تنجانيقا الوطني لكرة القدم. منتخب تنزانيا لكرة القدم هو عضو في  الاتحاد الدولي لكرة القدم والاتحاد الأفريقي لكرة القدم (CAF).
يحتل منتخب تنزانيا حاليًا المرتبة 121 في تصنيفات الفيفا العالمية.

## مشاركات المنتخب التنزاني

### بطولة سيكافا للأمم
فشارك فيها في اعوام 2007 2006 2005 2004 2002 2001 1999 1996 1995 1994 1992 1991 1990 1989 1988 1987 1985 1984 1983 1982 1981 1980 1979 1977 1976 1975 1974 1973 وفاز بها مرتين في عام 1974 وكانت على المنتخب الأوغندي بركلات الترجيح وفي عام 2010 عندما فاز بالبطولة على ملعبه بالفوز على ساحل العاج 1-0 وحل في المركزالثاني عام 1980 عندما فاز على مالاوي 1-0 وعام 1981 عندما فاز على زامبيا 2-1 وعام 2002 عندما فاز على روندا بثلاثية نظيفة ومن الواضح ان ازهى حالات منتخب تانزانيا كانت في عامي 1980-1981

### بطولة أمم أفريقيا
وكانت المشاركة الوحيدة له عام 1980 ولكنه لم يقدم شيء في البطولة وهزم في مباراتين امام مصر ونيجيريا وتعادل امام ساحل العاج وحل اخر المجموعة وهذه كانت المشاركة الوحيدة له في البطولة والتي انتهت بالفشل

### بطولة الألعاب الأفريقية عام 1973
ولكنه كالعادة حل ضيف شرف في البطولة لعب 3 مباريات وكانو امام الجزائر وغانا ونيجيريا وهزم في الثلاث مباريات بنتيجة 4-2 امام الجزائر و1-0 امام غانا و 2-1 امام نيجيريا وخرج من البطولة ولم يعد إليها مره أخرى

### بطولة كأس COSAFA للأمم
ولعب أربعة مباريات في البطولة كانت امام كل من نامبيا وموزمبيق وزامبيا ومالاوي وتعادل في ثلاثة مباريات امام نامبيا ومالاوي وزامبيا وهزم امام موزمبيق بثلاثية نظيفه وخرج من البطولة بدون أي إنجاز يذكر

### تصفيات أمم أفريقيا لكأس العالم
ثلاثة مرات كانت المرة الأولى عام 1998 وخرج حينها في الدور التمهيدي امام غانا عندما تعادل تانزانيا على ارضه سلبيا وهزم في غانا 2-1 والمرة الثانية أيضا كانت امام منتخب غانا ويبدو أن غانا كان عقده لمنتخب تنزانيا هزم حينها تنزانيا ذهاب على ارضه 1-0 وخارج ارضه 3-2 وكانت هذه المباريات في عام 2002 وفي عام 2006 التقى منتخب تنزانيا مع منتخب كينيا وخرج كالعادة منتخب تانزانيا وهزم خارج ارضه بثلاثية نظيفه بعد أن تعادل سلبيا على ارضه وشارك أيضا منتخب تنزانيا مرتين في تصفيات كأس الأمم الأفريقية المرة الأولى كانت عام 2002-2003 وهزم حينها في ستة مباريات كانوا امام كل من بنين والسودان وزامبيا هزم حينها ذهابا وايابا وشارك ايضى ا في عام 2006-2007 ولعب ستة مباريات فاز في مباراتين على بوركينا فاسو ذهاب واياب وتعادل خارج ارضه مع موزمبيق وعلى ارضه مع السنغال وهزم باقي المباريات
جزيرة زنجبار هي جزء من تنزانيا وعضو في الاتحاد الأفريقي لكرة القدم ويشارك ضد نظرائه من المنتخبات الأفريقية في مباريات وبطولات ودية ولكنه لا يشارك في تصفيات كأس العالم أو تصفيات كأس الأمم الأفريقية.